# Platocamallanus
Platocamallanus ist eine Gattung der Rollschwänze mit zwei Arten. Sie sind Parasiten bei Süßwasserfischen.

## Merkmale
Platocamallanus hat die Merkmale der Camallaninae. Die Mundkapsel ist durchgehend und glatt. Am körpernahen Rand ist sie mit Chitinplatten mit einer Blätterkrone besetzt.

## Systematik
Hodda (2022) ordnet die Gattung in die Tribus Camallanini, Untertribus Camallaninii ein. Die Gattung enthält folgende Arten:
- Platocamallanus attui (Pande, Bhatia & Rai, 1963)
- Platocamallanus mehrii (Agarwal, 1930)